# Taipaner
Taipaner (Oxyuranus) är ett släkte stora och mycket giftiga giftsnokar som lever i Australien och på Nya Guinea. Arterna kan bli upp till 3 meter långa. Namnet är hämtat från ett aboriginspråk. Fram till 2006 var enbart två arter kända, men detta år upptäcktes ytterligare en art: Oxyuranus temporalis.
Habitatet utgörs främst av skogar, gräsmarker och trädgårdar men taipaner besöker även andra landskap. Dess ormar jagar huvudsakligen mindre däggdjur som de introducerade råttorna. Honor föder levande ungar (ovovivipari).